# Route du Sud 2002
La Route du Sud 2002, ventiseiesima edizione della corsa, si svolse dal 22 al 25 giugno su un percorso di 569 km ripartiti in 4 tappe, con partenza da Castres e arrivo ad Ax 3 Domaines. Fu vinta dallo statunitense Levi Leipheimer della Rabobank davanti allo spagnolo Aitor Kintana e al kazako Andrej Kivilëv. Leipheimer fu successivamente escluso dall'ordine di arrivo per uso di sostanze dopanti e la vittoria non fu riassegnata ad alcun concorrente.

## Tappe
| Tappa  | Data      | Percorso                                      | km    | Vincitore di tappa | Leader cl. generale |
| ------ | --------- | --------------------------------------------- | ----- | ------------------ | ------------------- |
| 1ª     | 22 giugno | Castres > Castelsarrasin                      | 180,8 | Damien Nazon       | Damien Nazon        |
| 2ª     | 23 giugno | Castelsarrasin > Saint-Gaudens                | 180,8 | Max van Heeswijk   | Damien Nazon        |
| 3ª     | 24 giugno | Aston > Plateau de Beille (cron. individuale) | 18,1  | Levi Leipheimer    | Levi Leipheimer     |
| 4ª     | 25 giugno | Luzenac > Ax 3 Domaines                       | 189,5 | Dave Bruylandts    | Levi Leipheimer     |
| Totale | Totale    | Totale                                        | 569   |                    |                     |

## Dettagli delle tappe

### 1ª tappa
- 22 giugno: Castres > Castelsarrasin – 180,8 km

| Pos. | Corridore       | Squadra         | Tempo    |
| ---- | --------------- | --------------- | -------- |
| 1    | Damien Nazon    | Bonjour         | 4h19'32" |
| 2    | Stefan van Dijk | Lotto-Adecco    | s.t.     |
| 3    | Thor Hushovd    | Crédit Agricole | s.t.     |

| Pos. | Corridore    | Squadra | Tempo    |
| ---- | ------------ | ------- | -------- |
| 1    | Damien Nazon | Bonjour | 4h19'32" |

### 2ª tappa
- 23 giugno: Castelsarrasin > Saint-Gaudens – 180,8 km

| Pos. | Corridore        | Squadra | Tempo    |
| ---- | ---------------- | ------- | -------- |
| 1    | Max van Heeswijk | Domo    | 4h22'42" |
| 2    | Baden Cooke      | FDJ     | s.t.     |
| 3    | Damien Nazon     | Bonjour | s.t.     |

| Pos. | Corridore        | Squadra         | Tempo    |
| ---- | ---------------- | --------------- | -------- |
| 1    | Damien Nazon     | Bonjour         | 8h41'56" |
| 2    | Stuart O'Grady   | Crédit Agricole | a 6"     |
| 3    | Max van Heeswijk | Domo            | a 8"     |

### 3ª tappa
- 24 giugno: Aston > Plateau de Beille (cron. individuale) – 18,1 km

| Pos. | Corridore       | Squadra  | Tempo  |
| ---- | --------------- | -------- | ------ |
| 1    | Levi Leipheimer | Rabobank | 47'08" |
| 2    | Aitor Kintana   | Big Mat  | a 48"  |
| 3    | David Millar    | Cofidis  | a 55"  |

| Pos. | Corridore       | Squadra  | Tempo    |
| ---- | --------------- | -------- | -------- |
| 1    | Levi Leipheimer | Rabobank | 9h29'29" |
| 2    | Aitor Kintana   | Big Mat  | a 50"    |
| 3    | David Millar    | Cofidis  | a 57"    |

### 4ª tappa
- 25 giugno: Luzenac > Ax 3 Domaines – 189,5 km

| Pos. | Corridore       | Squadra      | Tempo    |
| ---- | --------------- | ------------ | -------- |
| 1    | Dave Bruylandts | Domo         | 4h57'48" |
| 2    | Koldo Gil Perez | iBanesto.com | a 5"     |
| 3    | Andrej Kivilëv  | Cofidis      | s.t.     |

| Pos. | Corridore       | Squadra  | Tempo     |
| ---- | --------------- | -------- | --------- |
| 1    | Levi Leipheimer | Rabobank | 14h27'29" |
| 2    | Aitor Kintana   | Big Mat  | a 44"     |
| 3    | Andrej Kivilëv  | Cofidis  | a 57"     |

## Classifiche finali

### Classifica generale
| Pos. | Corridore          | Squadra          | Tempo     |
| ---- | ------------------ | ---------------- | --------- |
| 1    | Levi Leipheimer    | Rabobank         | 14h27'29" |
| 2    | Aitor Kintana      | Big Mat-Auber 93 | a 44"     |
| 3    | Andrej Kivilëv     | Cofidis          | a 57"     |
| 4    | Stéphane Goubert   | Jean Delatour    | a 1'12"   |
| 5    | Dave Bruylandts    | Domo-Farm Frites | a 1'15"   |
| 6    | Dariusz Baranowski | iBanesto.com     | a 1'37"   |
| 7    | Félix García Casas | Big Mat-Auber 93 | a 2'01"   |
| 8    | Koldo Gil Perez    | iBanesto.com     | a 2'04"   |
| 9    | Jean-Cyril Robin   | FDJ              | a 2'13"   |
| 10   | Tomáš Konečný      | Domo-Farm Frites | a 2'35"   |